# Unione Sportiva Arezzo 1942-1943
Questa pagina raccoglie le informazioni riguardanti l'Unione Sportiva Arezzo nelle competizioni ufficiali della stagione 1942-1943.

## Rosa
| N. |                    | Ruolo | Calciatore           |
| -- | ------------------ | ----- | -------------------- |
|    | Italia (bandiera)  | P     | Pietro Angelini      |
|    | Italia (bandiera)  | A     | Dante Bazzanti       |
|    | Italia (bandiera)  | A     | E. Bertoni           |
|    | Italia (bandiera)  | D     | V. Bini              |
|    | Italia (bandiera)  | D     | Franco Buoncristiano |
|    | Italia (bandiera)  | A     | Aldo Casi            |
|    | Italia (bandiera)  | A     | Floriano Cerofolini  |
|    | Italia (bandiera)  | A     | A. Derelitti         |
|    | Italia (bandiera)  | C     | G. Dolfi             |
|    | Uruguay (bandiera) | A     | S. Duros             |
|    | Italia (bandiera)  | D     | A. Ferrera           |
|    | Italia (bandiera)  | C     | A. Franceschi        |
|    | Italia (bandiera)  | D     | Porfirio Gallorini   |

| N. |                   | Ruolo | Calciatore          |
| -- | ----------------- | ----- | ------------------- |
|    | Italia (bandiera) | C     | A. Gambi            |
|    | Italia (bandiera) | A     | Francesco Garbinesi |
|    | Italia (bandiera) | A     | Siro Giannini       |
|    | Italia (bandiera) | A     | A. Guffanti         |
|    | Italia (bandiera) | A     | Elio Papini         |
|    | Italia (bandiera) | A     | E. Piccini          |
|    | Italia (bandiera) | C     | S. Poli             |
|    | Italia (bandiera) | P     | L. Succi            |
|    | Italia (bandiera) | A     | Q. Simonetti        |
|    | Italia (bandiera) | D     | L. Turanti          |
|    | Italia (bandiera) | A     | M. Turmini          |
|    | Italia (bandiera) | A     | U. Tommasini        |